# Кэмпбелл, Энди
Э́ндрю «Э́нди» Кэ́мпбелл (англ. Andy Campbell; род. Кения) — австралийский кёрлингист.
В составе мужской сборной Австралии участник чемпионата мира 1996 и Тихоокеанского чемпионата 1995. Чемпион Австралии среди мужчин (1995).
Играл в основном на позиции первого.
Родился в Кении, вырос в Шотландии, там начал заниматься кёрлингом, затем переехал в Австралию.

## Достижения
- Тихоокеанско-азиатский чемпионат по кёрлингу: золото (1995).
- Чемпионат Австралии по кёрлингу среди мужчин: золото (1995).

## Команды
| Сезон   | Четвёртый    | Третий       | Второй       | Первый        | Запасной           | Турниры                       |
| ------- | ------------ | ------------ | ------------ | ------------- | ------------------ | ----------------------------- |
| 1994—95 | Хью Милликин | Стивен Джонс | Джеральд Чик | Энди Кэмпбелл |                    | ЧАМ 1995                      |
| 1995—96 | Хью Милликин | Стивен Джонс | Джеральд Чик | Энди Кэмпбелл | Стивен Хьюитт (ЧМ) | ТАЧ 1995 · ЧМ 1996 (10 место) |

(скипы выделены полужирным шрифтом)